# Lijst van kunstwerken in het Mauritshuis/M
Lijst van kunstwerken in het Mauritshuis en de Galerij Prins Willem V in Den Haag met werken van kunstenaars van wie de naam begint met de letter M. Vermeldingen in het grijs geven aan dat het werk geen deel meer uitmaakt van de collectie, bijvoorbeeld omdat het in bruikleen gegeven is aan een andere instelling of omdat het teruggegeven is aan de bruikleengever.
| Inventaris-nummer | Maker                                             | Titel | Datering      | Type          | Afbeelding |
| ----------------- | ------------------------------------------------- | --- | ------------- | ------------- | ---------- |
| 1101              | Nicolaes Maes                                     | De oude kantwerkster | Ca. 1655      | Schilderij    |            |
| 90                | Nicolaes Maes                                     | Portret van Jacobus Trip                                                                                                | Ca. 1660      | Schilderij    |            |
| 717               | Nicolaes Maes                                     | Portret van Cornelis ten Hove Zie Portretten van Cornelis ten Hove en Catharina Dierquens                               | Ca. 1682      | Schilderij    |            |
| 718               | Nicolaes Maes                                     | Portret van Catharina Dierquens Zie Portretten van Cornelis ten Hove en Catharina Dierquens                             | Ca. 1682      | Schilderij    |            |
| 332               | Alessandro Magnasco                               | Drie Camaldolenser monniken in extatisch gebed                                                                          | Ca. 1710-1735 | Schilderij    |            |
| 333               | Alessandro Magnasco                               | Drie Capucijner monniken in mediterend gebed                                                                            | Ca. 1710-1735 | Schilderij    |            |
| 816               | Alessandro Magnasco                               | De kindermoord te Bethlehem Zie De kindermoord te Bethlehem en De opwekking van Lazarus                                 | 1715-1740     | Schilderij    |            |
| 817               | Alessandro Magnasco                               | De opwekking van Lazarus Zie De kindermoord te Bethlehem en De opwekking van Lazarus                                    | 1715-1740     | Schilderij    |            |
| 91                | Cornelis de Man                                   | Boerenbruiloft | Ca. 1660      | Schilderij    |            |
| 856               | Cornelis de Man                                   | Interieur van de Laurenskerk te Rotterdam                                                                               | Ca. 1665-1667 | Schilderij    |            |
| 887               | Jacobus Sibrandi Mancadan                         | Italiaans landschap met ruïnes                                                                                          | 1617-1680     | Schilderij    |            |
| 770               | Jacobus Sibrandi Mancadan                         | Landschap met een herder en herderin                                                                                    | 1617-1680     | Schilderij    |            |
| 924               | Daniël Marot (ontwerper)                          | Tafel | Ca. 1709      | Meubelstuk    |            |
| 532               | Otto Marseus van Schrieck                         | Planten en insekten | 1665          | Schilderij    |            |
| 961               | Quinten Massijs (I)                               | De kruisdraging | Ca. 1510-1515 | Schilderij    |            |
| 842               | Quinten Massijs (I) en/of atelier                 | Maria met kind | Ca. 1525-1530 | Schilderij    |            |
| 298               | Toegeschreven aan Juan Bautista Martínez del Mazo | Portret van Balthasar Karel van Spanje                                                                                  | 1639-1645     | Schilderij    |            |
| 323               | Ludovico Mazzolino                                | De kindermoord te Bethlehem                                                                                             | Ca. 1528      | Schilderij    |            |
| 790               | Toegeschreven aan de Meester van Alkmaar          | Drieluik met de aanbidding der koningen                                                                                 | Ca. 1500-1504 | Schilderij    |            |
| 752               | Heet(te) Meester van de Brandon Portretten        | Portret van een man met Samson-medaille                                                                                 | Ca. 1515-1530 | Schilderij    |            |
| 844               | Meester van de Legende van de Heilige Barbara     | Augustinus offert aan een afgod der Manicheeërs (?)                                                                     | Ca. 1480      | Schilderij    |            |
| 763               | Meester van de Legende van de Heilige Catharina   | Drieluik met Maria met kind                                                                                             | Ca. 1480      | Schilderij    |            |
| 433               | Meester van de Triptiek van Salomo                | Drieluik met de geschiedenis van Salomo                                                                                 | 1521 of later | Schilderij    |            |
| 845               | Meester van de vrouwelijke halffiguren            | Maria met kind | Ca. 1520-1540 | Schilderij    |            |
| 872               | Meester van Frankfurt                             | De Heilige Christoffel                                                                                                  | Ca. 1495      | Schilderij    |            |
| 854               | Meester van Frankfurt                             | De Heilige Catharina Zie Vleugels van een drieluik met de Heilige Catharina en de Heilige Barbara                       | Ca. 1510-1520 | Schilderij    |            |
| 855               | Meester van Frankfurt                             | De Heilige Barbara Zie Vleugels van een drieluik met de Heilige Catharina en de Heilige Barbara                         | Ca. 1510-1520 | Schilderij    |            |
| 595               | Hans Memling                                      | Portret van een man uit de familie Lespinette                                                                           | Ca. 1485-1490 | Schilderij    |            |
| 95                | Gabriël Metsu                                     | De triomf der gerechtigheid                                                                                             | Ca. 1655-1660 | Schilderij    |            |
| 93                | Gabriël Metsu                                     | De jager | 1661          | Schilderij    |            |
| 94                | Gabriël Metsu                                     | Een dame die muziek schrijft                                                                                            | Ca. 1662-1663 | Schilderij    |            |
| 749               | Michiel van Mierevelt                             | Portret van Cornelis van Aerssen                                                                                        | 1597 (?)      | Schilderij    |            |
| 99                | Michiel van Mierevelt                             | Portret van Maurits, prins van Nassau                                                                                   | 1617          | Schilderij    |            |
| 750               | Michiel van Mierevelt                             | Portret van François van Aerssen                                                                                        | 1636 (?)      | Schilderij    |            |
| 96                | Atelier van Michiel van Mierevelt                 | Portret van Willem I, prins van Oranje                                                                                  | 1600-1625     | Schilderij    |            |
| 97                | Atelier van Michiel van Mierevelt                 | Portret van Louise de Coligny                                                                                           | 1600-1625     | Schilderij    |            |
| 98                | Atelier van Michiel van Mierevelt                 | Portret van Philips Willem, prins van Oranje                                                                            | 1600-1625     | Schilderij    |            |
| 100               | Atelier van Michiel van Mierevelt                 | Portret van Frederik Hendrik, prins van Oranje                                                                          | 1610-1649     | Schilderij    |            |
| 101               | Atelier van Michiel van Mierevelt                 | Portret van Frederik V van de Palts                                                                                     | 1613          | Schilderij    |            |
| 226               | Naar Michiel van Mierevelt                        | Portet van Maurits, prins van Oranje                                                                                    | 1607-1613     | Schilderij    |            |
| 103               | Naar Michiel van Mierevelt                        | Portret van Frederik Willem van Oranje                                                                                  | Ca. 1615-1625 | Schilderij    |            |
| 102               | Naar Michiel van Mierevelt                        | Portret van Willem van Oranje                                                                                           | 1620-1700     | Schilderij    |            |
| 507               | Naar Michiel van Mierevelt                        | Portret van Johannes Wtenbogaert                                                                                        | 1631-1803     | Schilderij    |            |
| 860               | Frans van Mieris (I)                              | Bordeelscène | Ca. 1658-1659 | Schilderij    |            |
| 108               | Frans van Mieris (I)                              | De plagerij | 1660          | Schilderij    |            |
| 819               | Frans van Mieris (I)                              | Het oestermaal | 1661          | Schilderij    |            |
| 106               | Frans van Mieris (I)                              | Een bellenblazende jongen                                                                                               | 1663          | Schilderij    |            |
| 1163              | Frans van Mieris (I)                              | Man in oosterse kledij                                                                                                  | 1665          | Schilderij    |            |
| 107               | Frans van Mieris (I)                              | Portret van Florentius Schuyl                                                                                           | 1666          | Schilderij    |            |
| 1071              | Willem van Mieris                                 | Armida bindt de slapende Rinaldo met bloemen                                                                            | 1709          | Schilderij    |            |
| 109               | Willem van Mieris                                 | Een kruidenierswinkel                                                                                                   | 1717          | Schilderij    |            |
| 110               | Abraham Mignon                                    | Bloemen en vruchten | 1669-1679     | Schilderij    |            |
| 111               | Abraham Mignon                                    | Zomerbloemen | Ca. 1670      | Schilderij    |            |
| 112               | Abraham Mignon                                    | Zomerbloemen | Ca. 1670      | Schilderij    |            |
| 729               | George van der Mijn                               | Portret van Cornelis Ploos van Amstel Zie Portretten van George van der Mijn en Elisabeth Troost                        | Ca. 1758      | Schilderij    |            |
| 730               | George van der Mijn                               | Portret van Elisabeth Troost Zie Portretten van George van der Mijn en Elisabeth Troost                                 | 1758          | Schilderij    |            |
| 113               | Johannes Mijtens                                  | Portret van Wolfert van Brederode                                                                                       | Ca. 1663      | Schilderij    |            |
| 114               | Johannes Mijtens                                  | Portret van Maria, prinses van Oranje                                                                                   | Ca. 1665      | Schilderij    |            |
| 394               | Nicolaes Moeyaert                                 | Mercurius en Herse | 1624          | Schilderij    |            |
| 395               | Nicolaes Moeyaert                                 | De triomf van Bacchus                                                                                                   | 1624          | Schilderij    |            |
| 115               | Nicolaes Moeyaert                                 | Hippocrates bezoekt Democritus                                                                                          | 1636          | Schilderij    |            |
| 407               | Jan Miense Molenaer                               | Feestende boeren | 1624-1668     | Schilderij    |            |
| 691               | Jan Miense Molenaer                               | Boerenbruiloft | 1636-1668     | Schilderij    |            |
| 572               | Jan Miense Molenaer                               | Het gevoel Zie De vijf zintuigen                                                                                        | 1637          | Schilderij    |            |
| 573               | Jan Miense Molenaer                               | Het gezicht Zie De vijf zintuigen                                                                                       | 1637          | Schilderij    |            |
| 574               | Jan Miense Molenaer                               | Het gehoor Zie De vijf zintuigen                                                                                        | 1637          | Schilderij    |            |
| 575               | Jan Miense Molenaer                               | De reuk Zie De vijf zintuigen                                                                                           | 1637          | Schilderij    |            |
| 576               | Jan Miense Molenaer                               | De smaak Zie De vijf zintuigen                                                                                          | 1637          | Schilderij    |            |
| 116               | Louis de Moni                                     | Een kantwerker en een bellenblazende jongen                                                                             | 1742          | Schilderij    |            |
| 692               | Monogrammist BE                                   | De rommelpotspeler | 1625-1650     | Schilderij    |            |
| 1090              | Monogrammist RF                                   | Portret van een man | 1606          | Schilderij    |            |
| 378               | Martin Claude Monot                               | Buste van koning Frederik Willem II                                                                                     | 1783          | Beeldhouwwerk |            |
| 861               | Louis Gabriel Moreau                              | Elegant gezelschap in een tuin                                                                                          | 1755-1806     | Schilderij    |            |
| 705               | Johan Moreelse                                    | Democritus, de lachende filosoof                                                                                        | Ca. 1630      | Schilderij    |            |
| 655               | Paulus Moreelse                                   | Portret van een vrouw                                                                                                   | 1627          | Schilderij    |            |
| 118               | Paulus Moreelse                                   | Zelfportret | 1630          | Schilderij    |            |
| 702               | Toegeschreven aan Jean Baptiste Morel             | Portret van een vrouw omringd door een bloemenkrans Zie Portretten van een man en een vrouw omringd door bloemenkransen | Ca. 1690      | Schilderij    |            |
| 703               | Toegeschreven aan Jean Baptiste Morel             | Portret van een man omringd door een bloemenkrans Zie Portretten van een man en een vrouw omringd door bloemenkransen   | Ca. 1690      | Schilderij    |            |
| 559               | Anthonis Mor van Dashorst en atelier              | Portret van een man | 1561          | Schilderij    |            |
| 117               | Anthonis Mor van Dashorst                         | Portret van Steven van Herwijck                                                                                         | 1564          | Schilderij    |            |
| 767               | Giovanni Battista Moroni                          | Portret van Vercellino Olivazzi                                                                                         | Ca. 1565      | Schilderij    |            |
| 921               | Toegeschreven aan Jan Mostaert                    | Jozef verklaart de dromen van de bakker en de schenker                                                                  | Ca. 1500      | Schilderij    |            |
| 121               | Frederik de Moucheron en Johannes Lingelbach      | Italiaans landschap | Ca. 1670      | Schilderij    |            |
| 122               | Toegeschreven aan Frederik de Moucheron           | De hinderlaag | 1648-1686     | Schilderij    |            |
| 549               | Pieter Mulier de Jonge                            | Stormachtige zee | Ca. 1640      | Schilderij    |            |
| 296               | Bartolomé Esteban Murillo                         | Maria met kind | Ca. 1660      | Schilderij    |            |
| 123               | Michiel van Musscher                              | Familieportret | 1681          | Schilderij    |            |
| 748               | Michiel van Musscher                              | Thomas Hees met zijn neven Jan en Andries Hees en een bediende                                                          | 1687          | Schilderij    |            |
| 37                | Atelier van Martin Mytens (II)                    | Portret van Frans I van Oostenrijk                                                                                      | 1745-1770     | Schilderij    |            |
| 38                | Atelier van Martin Mytens (II)                    | Portret van Maria Theresia van Oostenrijk                                                                               | 1745-1770     | Schilderij    |            |